# Genová interakce
Genová interakce je způsob, jakým se určitá vrozená vlastnost organismu, neboli fenotypový znak, vytváří spolupůsobením dvou či několika odlišných genů. Alelické páry účastníci se genové interakce leží na různých lokusech a mohou být umístěné i na různých chromozomech. Znaky, které vznikají působením genových interakcí, jsou označovány jako difaktoriálně (v případě interakce dvou vlohových párů) nebo polyfaktoriálně založené.

## Genová interakce s nezměněným štěpným poměrem
Pokud u zkoumaných jedinců sledujeme fenotypový projev vzniklý spolupůsobením dvou na sobě nezávislých znaků s úplnou dominancí, v F2 generaci získáváme jedince různých fenotypů se štěpným poměrem 9:3:3:1, který odpovídá F2 generaci při křížení dihybridů podle Mendelových zákonů. Genové interakce obvykle tento očekávaný štěpný poměr narušují, výjimku tvoří právě interakce s nezměněným štěpným poměrem, která se též nazývá reciproká interakce. 
Výsledný fenotyp u této formy interakce vzniká společným působením dvou vlohových párů, přičemž každý z nich ovlivňuje stejnou vlastnost jedince, ale účinek jednoho vlohového páru není přímo závislý na účinku páru druhého. Každá z kombinací alel má proto samostatný fenotypový projev. Vzájemné působení je příčinou vyštěpení fenotypů, které se nevyskytovaly u rodičovské generace. Na první pohled některé z těchto fenotypů se mohou podobat výsledku křížení při zkoumání vloh, které jsou založené jen jedním vlohovým párem při působení úplné či neúplné dominance. Že se jedná o genovou interakci a polyfaktoriální dědičnost odhaluje právě štěpný poměr v F2 generaci, který se od štěpného poměru monofaktoriální dědičnosti s neúplnou dominancí liší. 
| Příklad interakce s nezměněným štěpným poměrem - dědičnost tvaru hřebenu u kura domácího | Příklad interakce s nezměněným štěpným poměrem - dědičnost tvaru hřebenu u kura domácího | Příklad interakce s nezměněným štěpným poměrem - dědičnost tvaru hřebenu u kura domácího | Příklad interakce s nezměněným štěpným poměrem - dědičnost tvaru hřebenu u kura domácího | Příklad interakce s nezměněným štěpným poměrem - dědičnost tvaru hřebenu u kura domácího |
| ---------------------------------------------------------------------------------------- | ---------------------------------------------------------------------------------------- | ---------------------------------------------------------------------------------------- | ---------------------------------------------------------------------------------------- | ---------------------------------------------------------------------------------------- |
| Parentální generace                                                                      |                                                                                          |                                                                                          |                                                                                          |                                                                                          |
| F1                                                                                       |                                                                                          |                                                                                          |                                                                                          |                                                                                          |
| F2                                                                                       |                                                                                          |                                                                                          |                                                                                          |                                                                                          |
|                                                                                          |                                                                                          |                                                                                          |                                                                                          |                                                                                          |
|                                                                                          |                                                                                          |                                                                                          |                                                                                          |                                                                                          |
|                                                                                          |                                                                                          |                                                                                          |                                                                                          |                                                                                          |

U kura domácího je tvar hřebenu podmíněn dvěma vlohovými páry. Dominantní vloha R vede ke vzniku růžicovitého hřebene, dominantní vloha P kóduje hřeben hráškovitý. Pokud se na tvaru hřebene podílejí obě vlohy, jejich interakcí vzniká ořechovitý hřeben. Při páření ptáků s růžicovitým a hráškovitým hřebenem by se ořechovitý hřeben v F1 generaci mohl jevit jako intermediární znak ukazující na neúplnou dominanci. V F2 generaci ale spolupůsobení dvou alelických párů prozradí štěpný poměr 9:3:3:1. Pokud by se opravdu jednalo o monofaktoriální dědičnost s neúplnou dominancí, v F2 generaci by štěpný poměr byl 1:2:1, 25 % potomstva by mělo růžicovitý hřeben, 50 % ořechovitý a 25 % hráškovitý hřeben. Genová interakce dvou vlohových párů na místo toho umožní vyštěpení nečekaných fenotypů, v tomto případě listového hřebene.
Podobně je tomu při křížení potkana v barvě srnčí žlutá (AArr) a potkana černého (aaRR). V F1 generaci jsou všichni potomci šedí, divoce zbarvení. Opět se ale nejedná o intermediární znak při neúplné dominanci, v F2 generaci bude opět štěpný poměr 9:3:3:1. Nejvíce bude šedých, pak srnčích a černých a navíc se vyštěpí béžová (aarr).
Jiným příkladem genové interakce s nezměněným štěpným poměrem je dědičnost zbarvení peří papouška vlnkovaného: Barvu peří ovlivňují dvě barviva, žlutý lipochrom a tmavý melanin. Tvorba melaninu a tvorba lipochromu je každá řízena jiným vlohovým párem. Andulka, která umí tvořit oba pigmenty, tedy taková s genotypem FFOO, FfOO, FfOo a FFOo, je zelená. Pokud se nevytváří ani jeden pigment při genotypu ffoo, pták je bílý. Přítomnost jen lipochromového barviva kóduje žlutou barvu peří, pták, který má v peří jen melanin, je modrý. Při  křížení zelené a bílé andulky v F2 generaci opět vzniká štěpný poměr 9:3:3:1, i když genotyp ptáků v F1 generaci by ukazoval na úplnou dominanci zelené barvy.
| Příklad interakce s nezměněným štěpným poměrem - dědičnost zbarvení peří andulky | Příklad interakce s nezměněným štěpným poměrem - dědičnost zbarvení peří andulky | Příklad interakce s nezměněným štěpným poměrem - dědičnost zbarvení peří andulky | Příklad interakce s nezměněným štěpným poměrem - dědičnost zbarvení peří andulky | Příklad interakce s nezměněným štěpným poměrem - dědičnost zbarvení peří andulky |
| -------------------------------------------------------------------------------- | -------------------------------------------------------------------------------- | -------------------------------------------------------------------------------- | -------------------------------------------------------------------------------- | -------------------------------------------------------------------------------- |
| Parentální generace                                                              |                                                                                  |                                                                                  |                                                                                  |                                                                                  |
| F1                                                                               |                                                                                  |                                                                                  |                                                                                  |                                                                                  |
| F2                                                                               |                                                                                  |                                                                                  |                                                                                  |                                                                                  |
|                                                                                  |                                                                                  |                                                                                  |                                                                                  |                                                                                  |
|                                                                                  |                                                                                  |                                                                                  |                                                                                  |                                                                                  |
|                                                                                  |                                                                                  |                                                                                  |                                                                                  |                                                                                  |

## Genové interakce se změněným štěpným poměrem
Všechny ostatní genové interakce očekávané štěpné poměry mění. Mění je tak, že vzájemným ovlivňováním různých vlohových párů se stane, že očekávané genotypy mají shodný fenotypový projev. Výsledkem je nejen změna frekvence výskytu jednotlivých očekávaných fenotypů, ale i změna jejich počtu: U dihybridů nemusí v F2 generaci vzniknout čtyři očekávané fenotypy, ale třeba jen tři nebo dva.

### Epistáze
Při epistázi je efekt jednoho vlohového páru překrýván účinkem páru jiného. Jeden vlohový pár je "dominantní", podobně jako je dominantní jedna alela nad druhou v rámci páru alel na jednom lokusu. Nadřazený vlohový pár je označován jako pár epistatický, podřazený je hypostatický.
Podle toho, jestli epistatický vlohový pár potlačuje vliv jiných párů účinkem své dominantní alely, nebo pokud je k potlačení potřeba homozygotně recesivní konfigurace, se epistáze rozděluje na epistázi dominantní a recesivní.

#### Dominantní epistáze
U dominantní epistáze stačí, aby byla v epistatickém vlohovém páru přítomna aspoň jedna dominantní alela k potlačení účinku podřízeného alelického páru. Dominantní homozygoti i heterozygoti v epistatickém páru mají tedy shodný fenotyp bez  na to, jaké vlohy nesou na páru hypostatickém. Místo štěpného poměru 9:3:3:1 proto dostáváme poměr 12:3:1, první dvě fenotypové třídy se sloučily do jedné.
U psů alelická série na lokusu A řídí rozložení eumelaninu, černého pigmentu, a feomelaninu, červeného pigmentu, v jednotlivých chlupech i na tělních krajinách. Účinek lokusu A je ale hypostatický účinku vlohy pro tzv. dominantní černou na lokusu K. I jedna jediná alela Kbr blokuje přepínání mezi pigmenty a pes dokáže tvořit pouze černý pigment, takže alely řídící rozložení černého a červeného pigmentu zůstávají bez účinku, bez ohledu na to, jestli pes nese dominantní vlohu pro barvu fawn nebo recesivní pro barvu černou s pálením.
| Příklad dominantní epistáze - dědičnost barvy srsti psů | Příklad dominantní epistáze - dědičnost barvy srsti psů | Příklad dominantní epistáze - dědičnost barvy srsti psů | Příklad dominantní epistáze - dědičnost barvy srsti psů | Příklad dominantní epistáze - dědičnost barvy srsti psů |
| ------------------------------------------------------- | ------------------------------------------------------- | ------------------------------------------------------- | ------------------------------------------------------- | ------------------------------------------------------- |
| Parentální generace                                     |                                                         |                                                         |                                                         |                                                         |
| F1                                                      |                                                         |                                                         |                                                         |                                                         |
| F2                                                      |                                                         |                                                         |                                                         |                                                         |
|                                                         |                                                         |                                                         |                                                         |                                                         |
|                                                         |                                                         |                                                         |                                                         |                                                         |
|                                                         |                                                         |                                                         |                                                         |                                                         |

#### Recesivní epistáze
U recesivní epistáze se tlumící účinek epistatického vlohového páru projeví jen tehdy, je-li v tomto znaku jedinec recesivní homozygot. Poslední dvě fenotypové třídy splynou do jedné, protože v obou je nadřazený pár v homozygotní sestavě a tím pádem odlišný genotyp druhého páru na fenotyp jedince nemá vliv. Výsledný štěpný poměr recesivní epistáze je 9:3:4.
Typickým příkladem recesivní epistáze je interakce alelového páru, který ovlivňuje samotnou tvorbu melaninu u savců, a jiných vloh, které modifikují výsledné zbarvení. Například u králíků je bílý červenooký jedinec albín, v lokusu C (v německé symbolice A) je recesivní homozygot cc (aa). Obě dvě alely pro tvorbu pigmentu jsou nefunkční, takže takový králík netvoří žádný pigment ani v oku, ani v srsti či drápech. Černý králík pigment tvořit dokáže a výsledná barva je modifikována alelovým párem na lokusu A (v německé symbolice G), kde recesivní vloha a blokuje přepínání mezi eumelaninem a feomelaninem a výsledkem je jednolitě černá srst. Heterozygoti Aa a  AA jsou divoce zbarvení. Jakmile je ale králík homozygotem cc, bez ohledu na genetické založení na lokusu A bude vždy bílý s červenýma očima, alelový pár C,c je epistatický k alelovému páru G,g.
| Příklad recesivní epistáze - dědičnost zbarvení srstí králíků | Příklad recesivní epistáze - dědičnost zbarvení srstí králíků | Příklad recesivní epistáze - dědičnost zbarvení srstí králíků | Příklad recesivní epistáze - dědičnost zbarvení srstí králíků | Příklad recesivní epistáze - dědičnost zbarvení srstí králíků |
| ------------------------------------------------------------- | ------------------------------------------------------------- | ------------------------------------------------------------- | ------------------------------------------------------------- | ------------------------------------------------------------- |
| Parentální generace                                           |                                                               |                                                               |                                                               |                                                               |
| F1                                                            |                                                               |                                                               |                                                               |                                                               |
| F2                                                            |                                                               |                                                               |                                                               |                                                               |
|                                                               |                                                               |                                                               |                                                               |                                                               |
|                                                               |                                                               |                                                               |                                                               |                                                               |
|                                                               |                                                               |                                                               |                                                               |                                                               |

Podobně je u psů ke všem ostatním genům, které řídí zbarvení srsti, epistatická alela E. Ve svém recesivním založení ee způsobí, že pes tvoří jen a pouze feomelanin a jiné vlohy, včetně dominantní černé, která byla zmíněná ve stati věnované dominantní epistázi, se fenotypově nemohou projevit.

### Inhibice
Inhibice se v mnohém podobá dominantní epistázi. Nadřazený vlohový pár ale nemá žádný samostatný fenotypový projev, jeho dominantní alela pouze blokuje účinek jiných vloh. Ty se proto mohou projevit pouze je-li inhibiční alelický pár v recesivně homozygotním stavu.
U leghornek je bílá barva opeření způsobena působením inhibičního faktoru I, který u dominantních homozygotů blokuje zcela tvorbu eumelaninu, u heterozygotů je peří bílé s ojedinělými tmavými pery. U jiných bílých plemen drůbeže, jako jsou plymutky, je bílá barva peří dána částečným albinismem kódovaným genotypem cc. Při křížení leghornky a plymutky budou všichni jedinci v druhé filiální generaci, kteří budou zároveň nositeli aspoň jedné alely I, (převážně) bílí. Stejně tak budou bílí jedinci, kteří sice nezdědili žádný inhibiční faktor, ale jsou recesivní homozygoti cc. Několik jedinců ale nebude nositeli inhibičního faktoru a budou mít schopnost tvořit pigment. Výsledný štěpný poměr je 13:3.
| Příklad inhibice: Křížení bílé leghornky a plymutky | Příklad inhibice: Křížení bílé leghornky a plymutky | Příklad inhibice: Křížení bílé leghornky a plymutky | Příklad inhibice: Křížení bílé leghornky a plymutky | Příklad inhibice: Křížení bílé leghornky a plymutky |
| --------------------------------------------------- | --------------------------------------------------- | --------------------------------------------------- | --------------------------------------------------- | --------------------------------------------------- |
| Parentální generace                                 |                                                     |                                                     |                                                     |                                                     |
| F1                                                  |                                                     |                                                     |                                                     |                                                     |
| F2                                                  |                                                     |                                                     |                                                     |                                                     |
|                                                     |                                                     |                                                     |                                                     |                                                     |
|                                                     |                                                     |                                                     |                                                     |                                                     |
|                                                     |                                                     |                                                     |                                                     |                                                     |

### Komplementární faktory
Je-li pro určitý fenotypový projev potřeba spolupůsobení dominantních alel ze dvou či několika vlohových párů, jedná se o tzv. komplementaritu, nebo též dvojitou či duplicitní recesivní epistázi. Výsledkem jsou pouze dva fenotypy: jeden vzniká u jedinců, kteří jsou v každém komplementárním faktoru alespoň heterozygotem. Jakmile je jedinec byť jen v jediném z nich recesivní homozygot, je již fenotypově odlišný.
U králíků existují tři na sobě nezávislé vlohové páry, jejichž mutace způsobí stejný fenotypový projev - krátkou jemnou srst se stejně dlouhými pesíky a podsadou. Králík s takto změněnou, rexovitou srstí, je recesivní homozygot v jakémkoliv z těchto párů. Křížením dvou králíků s odlišným genotypovým založením rexovité srsti proto vzniká králík se srstí normální. Štěpný poměr v F2 generaci u komplementární interakce je 9:7.
| Komplementární faktory: Dědičnost různých typů rexovité srsti u králíka | Komplementární faktory: Dědičnost různých typů rexovité srsti u králíka | Komplementární faktory: Dědičnost různých typů rexovité srsti u králíka | Komplementární faktory: Dědičnost různých typů rexovité srsti u králíka | Komplementární faktory: Dědičnost různých typů rexovité srsti u králíka |
| ----------------------------------------------------------------------- | ----------------------------------------------------------------------- | ----------------------------------------------------------------------- | ----------------------------------------------------------------------- | ----------------------------------------------------------------------- |
| Parentální generace                                                     |                                                                         |                                                                         |                                                                         |                                                                         |
| F1                                                                      |                                                                         |                                                                         |                                                                         |                                                                         |
| F2                                                                      |                                                                         |                                                                         |                                                                         |                                                                         |
|                                                                         |                                                                         |                                                                         |                                                                         |                                                                         |
|                                                                         |                                                                         |                                                                         |                                                                         |                                                                         |
|                                                                         |                                                                         |                                                                         |                                                                         |                                                                         |

U hrachoru je k syntéze fialového barviva okvětních lístků potřeba produktů dvou různých genů. Aby byl květ fialový, musí být na obou dvou zúčastněných vlohových párech aspoň jedna dominantní alela (tedy funkční gen pro syntézu potřebného produktu). Je-li rostlina v některém z těchto vloh recesivní homozygot, její květy budou bílé.

### Kompenzace
Kompenzace je zvláštním typem genové interakce, při které dominantní alely dvou vlohových párů ovlivňují výsledný fenotyp zhruba stejným způsobem, ale přitom působí proti sobě. Jejich účinky se proto vyruší, kompenzují. Kompenzace se vyskytuje převážně u rostlin. Výsledkem této genové interakce je stav, kdy jedinci, nositelé dominantní alely na každém vlohovém páru, mají stejný fenotyp jako recesivní homozygoti v obou párech. Štěpný poměr je tedy 10:3:3.